# Elena Anníbali
María Elena Anníbali (Oncativo, Córdoba, 19 de abril de 1978) es una escritora, docente y tallerista de Argentina reconocida en su labor de poeta obteniendo importantes premios y siendo reconocida por sus pares.
Su primer libro publicado fue “Las madres remotas” en el año 2007, obra que gana el concurso de la editorial Cartografías de la ciudad de Río Cuarto cuyo premio es la publicación. Diez años después se vuelve a editar por el sello Buena Vista en una colección “Amalgama” dirigida por el poeta Alejandro Schmidt. En ese momento Elena Annibali vivía en su ciudad natal, Oncativo.
Ese mismo año realiza una clínica de poesía dictada por Alejo Carbonell, editor de Caballo Negro. A partir de allí comienza a trabajar en lo que será su segundo libro “Tabaco mariposa” en el año 2009.
Su tercer libro “La casa de la niebla” publicado por Ediciones del Dock de Buenos Aires logra un gran recibimiento por los lectores, colegas y la crítica especializada.
En el año 2017 se publica “Curva de remanso”, nuevamente por Caballo Negro editora.

## Obra publicada

### Poesía
- "Las madres remotas" Editorial Cartografías. Río IV. 2007.
- "Tabaco Mariposa" Editorial Caballo Negro. Córdoba. 2009.[3]
- "La casa de la niebla" Ediciones del Dock, Buenos Aires, 2015.[2]
- "Curva de remanso" Editorial Caballo Negro, Córdoba, 2017.[4]
- "El viaje" Editorial Salta el pez, La Plata, 2021
- "Cyborg/ Guadal", Editorial Caballo Negro, Córdoba, 2022
- Antología de poetas argentinas (1981-2000). Compilación y prólogo. Ediciones del Dock, Buenos Aires, 2023

### Narrativa
- "El tigre" Editorial Universitaria de Villa María. 2010.

### Ensayo
- "Perro de Dios -Diez años en la poética de Alejandro Schmidt"  Ensayo. En coautoría con Leticia Ressia. Coedición Editorial Universitaria de Villa María y Editorial de la Universidad Nacional de Córdoba, 2020.

## Premios y distinciones
- Primer premio en el concurso “Letras 2005” de poesía, por las obras "La isla", "La imagen" y "Primer crepúsculo".[5]
- Segundo premio de Poesía, en el concurso organizado por la Sociedad Argentina de Escritores, por la obra "Peces o aproximaciones a un naufragio (poesía de las voces)", año 2005.
- Mención de honor en el “Certamen anual internacional del cuento breve y poesía S.A.D.E”, año 2005, por el cuento Civilización y Barbarie.
- Primer premio en el Primer Concurso Nacional de Poesía organizado por la Editorial Cartografías, que dirige José Di Marco y Pablo Dema, por el poemario "Las madres remotas". Año 2007
- Tercer premio Luis de Tejeda, género poesía, año 2011, por el libro "La casa de la niebla".[6]
- Premio al ensayo literario "Perro de Dios –Diez años en la poética de Alejandro Schmidt" por la editorial de la Universidad Nacional de Córdoba, consistente en la publicación, año 2018.
- Premio 30 Festival de poesía de Medellín, junto al poeta cubano Antonio Herrada, y al colombiano John Fredy Galindo.[7]